# Astragalus pavlovii
Astragalus pavlovii är en ärtväxtart som beskrevs av Boris Fedtjenko och Nina Alexandrovna Basilevskaja. Astragalus pavlovii ingår i släktet vedlar, och familjen ärtväxter. Inga underarter finns listade i Catalogue of Life.